# 大同生命保険
大同生命保険株式会社（だいどうせいめいほけん、英称: Daido Life Insurance Company）は、大阪府大阪市西区江戸堀と東京都中央区日本橋に本社を置く、T&Dホールディングス傘下の生命保険会社。太陽生命とともに「T&D保険グループ」の中核会社である。「加入者本位」「堅実経営」を創業の精神とし、社名は故事の「小異を捨てて大同につく」に由来。中小企業市場での生命保険販売（経営者保険）に強みを持つ。
同じT&D保険グループの構成企業である太陽生命保険およびT&Dフィナンシャル生命保険と共にみどり会の会員企業であり三和グループに属している。

## 概要
中小企業向けの経営者保険（法人契約）をメインに販売。経営者やその家族を中心とした個人向けの商品も取り扱う。中小企業や税理士・公認会計士を会員とする各種団体と提携し、中小企業向けの制度商品をメインに取り扱う。

## 特徴
- 他の生命保険会社の多くが家計市場（個人）をメインとしているのに対し、大同生命は中小企業市場（法人の経営者、個人事業主）に特化した営業活動を行っている。
- 法人会や納税協会といった中小企業を会員とする団体や、TKC全国会や税理士協同組合などの税理士・公認会計士の加盟する団体と提携するなど、他の生命保険会社にはない営業基盤上の特色を持つ。
- 企業保障に最適な定期保険（低廉な保険料で大きな保障が得られる）の開発・改良に注力。近年では、企業向けの就業不能保障商品の開発・販売にも力を注いでいる。
- 企業市場からの契約（新契約高）が9割を超える。

## 沿革
- 1895年（明治28年）1月22日 - 名古屋市にて真宗生命が設立される。
- 1896年（明治29年）1月22日 - 東京にて護国生命が設立される。
- 1898年（明治31年）2月25日 - 小樽市にて北海生命が設立される。
- 1899年（明治32年）
  - 5月4日 - 真宗生命が本社を京都市に移転。
  - 5月22日 - 真宗生命が朝日生命に社名変更[注釈 1]。
- 1902年（明治35年）
  - 4月23日 - 朝日、護国、北海3生命保険株式会社の合併認可を受け、「大同生命保険株式会社」として本社を大阪市東区大川町47番地に設置。
  - 7月15日 - 創立総会を開催。大同生命保険株式会社を創業。
- 1909年（明治42年）1月25日 - 本社を大阪市西区江戸堀上通1丁目9番地に移転。
- 1925年（大正14年）6月25日 - 本社を大阪市西区江戸堀1丁目2-1の大同生命肥後橋ビルに移転。
- 1935年（昭和10年）12月31日 - 東京日本橋加島ビルを購入。
- 1947年（昭和22年）7月15日 - 大同生命保険相互会社として営業を開始。
- 1948年（昭和23年）3月31日 - 株式会社を解散、相互会社に包括移転。
- 1971年（昭和46年）
  - 4月 - AIU（現・AIG損害保険）と業務提携。
  - 6月 - 法人会の経営者大型総合保障制度の取扱を開始。業界初の「生損保セット商品」「最高保障額1億円」を実現。
  - 11月 - 納税協会の経営者大型総合保障制度の取扱を開始。
- 1972年（昭和47年）10月21日 - 本社を大阪府吹田市江坂町1丁目23-101（大同生命江坂ビル）に移転。
- 1974年（昭和49年）7月 - TKC全国会と業務提携。
- 1976年（昭和51年）3月 - TKC企業防衛制度の取扱を開始。
- 1987年（昭和62年）7月15日 - 創業85周年を機に、CIを導入。
- 1993年（平成5年）10月1日 - 大阪本社を大阪市西区江戸堀1丁目2-1（大同生命大阪本社ビル）に移転。
- 1999年（平成11年）1月 - 太陽生命と業務提携。同年6月にT&D保険グループを結成。
- 2002年（平成14年）4月1日 - 相互会社から株式会社に組織変更。同時に東京証券取引所市場第一部・大阪証券取引所（現・大阪取引所）市場第一部市場に上場。
- 2004年（平成16年）
  - 4月 - T&Dホールディングスを設立。太陽生命、T&Dフィナンシャル生命と併せて同社の子会社となる。
  - 12月 - 2004年度（第4回）ポーター賞を受賞。
- 2006年（平成18年）7月 - 東京本社を東京都港区海岸1丁目2-3に移転。
- 2011年（平成23年）4月 - AIU保険会社（現・AIG損害保険）の代理店業務を開始。同時にAIU保険会社も大同生命の代理店業務を開始した。
- 2013年（平成25年）
  - 9月 - アフラック（アメリカンファミリー生命保険会社）との間で、法人会の会員向け「福利厚生制度」におけるがん保険の販売に関し業務提携。
  - 12月 - ドイツの上場保険グループ「ニュルンベルガー社」へ出資するとともに、同社と協働協定を締結。
- 2014年（平成26年）4月 - T&Dホールディングス設立10周年。
- 2015年（平成27年）
  - 3月 - 太陽生命と商品の相互供給・販売（クロスセル）を開始。
  - 10月 - 厚生労働省の「イクメン企業アワード2015グランプリ」を受賞。
  - 12月 - 東京本社を東京都中央区日本橋2丁目7-1に移転。平成27年度東京都スポーツ推進モデル企業に選定される。
- 2016年（平成28年）
  - 6月 - 健康関連サービスの開発を目的にバリューHR社と業務提携。
  - 9月 - サイバーダイン社と業務提携。
  - 10月 - 俳優の波瑠をイメージキャラクターに起用。CMの放映を開始[注釈 2]。
- 2017年（平成29年）
  - 4月 - 中小企業の「健康経営」実践支援ツール「KENCO SUPPORT PROGRAM」の提供開始。
  - 7月 - ロボットスーツ「医療用HAL（下肢タイプ）」による難病治療を保障する「HALプラス特約」を発売。
- 2018年（平成30年）
  - 6月 - 豪州の生命保険グループ「インテグリティ社」へ出資するとともに、同社と協働協定を締結。
  - 10月 - 相続・事業承継分野および中小企業の経営課題解決支援において、りそな銀行と業務提携を開始。
- 2020年（令和2年）
  - 3月 - りそなグループの埼玉りそな銀行、関西みらいフィナンシャルグループの関西みらい銀行およびみなと銀行と、相続・事業承継分野における業務提携を開始。
  - 8月 - PHRサービスと生命保険の協働による「人々の健康で豊かな社会づくり」への貢献を目的に、Welby社と業務提携契約を締結。
- 2021年（令和3年）
  - 6月 - 元新体操日本代表の畠山愛理が「健康経営アンバサダー」に就任。
  - 10月 - 中小企業のSDGsへの取組を応援するため「DAIDO Sustainability INITIATIVE」を開始。
- 2022年（令和4年）2月 - 東京大学医学部附属病院とともに、中小企業における「がんに対する意識とがん患者の就労状況」に関する共同研究を開始。
- 2023年（令和5年）2月 - 産業医科大学産業保健経営学研究室、株式会社メディヴァとともに、中小企業の健康経営の実践を支援する「健康経営定期便活動」を開始。

## 子会社等
- 株式会社大同マネジメントサービス
- T&Dコンファーム株式会社
- エー・アイ・キャピタル株式会社
- 株式会社全国ビジネスセンター
- 日本システム収納株式会社
- T&D情報システム株式会社

## 関連財団
- 公益財団法人 大同生命厚生事業団
- 公益財団法人 大同生命国際文化基金

## 協賛、社会貢献活動等
特別協賛等
- 2002年（平成14年）- 創業100周年を機に「寄付による大学でのオープン講座」を開始。
- 2015年（平成27年）- 劇団四季ミュージカル「アラジン」の特別協賛を開始。
- 2017年（平成29年）- 第3回GCグランドフェスティバルに協賛。
- 2018年（平成30年）- 劇団四季「こころの劇場」の特別協賛を開始。
- 2022年（令和4年）- 創業120周年を機に中小企業の「学びの場」提供を開始。
- 2024年（令和6年）- SV.LEAGUEの特別協賛を開始。

障がい者スポーツの支援
- 1992年（平成4年）- 創業90周年を機に全国知的障害者スポーツ大会（ゆうあいピック）への協賛を開始。（第1回東京大会）
- 2001年（平成13年）- 全国障害者スポーツ大会 への協賛を開始。
- 2015年（平成27年）- 公益財団法人日本障がい者スポーツ協会（JPSA）とオフィシャルパートナー契約を締結。
- 2015年（平成27年）- 平成27年度東京都スポーツ推進企業認定制度のモデル企業に選定。
- 2017年（平成29年）- パラアスリートであるアーチェリー・永野美穂選手を採用。

健康経営
- 経済産業省によって2017年から2024年度まで7年連続で健康経営優良法人（ホワイト500）に認定されている。

その他
- 「日本でいちばん大切にしたい会社」大賞（協賛）
- 「いい夫婦の日」をすすめる会（オフィシャルパートナー）
- 映画「弥生、三月-君を愛した30年-」（協賛）
- カーリングチーム フィロシーク青森（オフィシャルパートナー）

## CM
現在
- “経営者オフサイトミーティングシリーズ 経営者保障”篇- 出演：波瑠 （2024年6月）
- “経営者オフサイトミーティングシリーズ 経営支援”篇- 出演：波瑠（2024年6月）
- “わたしの大同宣言！～コールセンター～”篇 - （2022年5月）
- “わたしの大同宣言！～健康経営～”篇 - （2022年3月）
- “社長への手紙～妻から天国の夫へ～”篇 - 出演：波瑠（2022年3月）
- “社長への手紙～姉から弟へ～”篇 - 出演：波瑠（2020年10月）
- “社長への手紙～妻から夫へ～”篇 - 出演：波瑠（2019年4月）
- 広岡浅子“あきらめない”篇 - （2015年12月）
- 広岡浅子“きっかけ”篇 - （2015年10月）

過去
- “わたしの大同宣言！～安心の提案～”篇 - （2022年3月）  
- “HALプラス特約”篇 - 出演：波瑠 （2017年）
- “会社が元気な街”篇 - 出演：波瑠 （2017年）
- “起き上がればいい。何度でも。”篇 - 出演：波瑠（2016年）
- “私たちの願い”篇 - 楽曲：松田聖子「I Love You! 〜あなたの微笑みに〜」（2014年）
- “家族のように”篇 -（2014年）
- “家族と思う”篇 - 楽曲：原由子「ヘヴン」（2012年）
- “未来の社長へ”篇 - （2010年）
- “企業がつづくチカラ”篇 - 出演：本上まなみ （2007年）
- “パースペクティブ”篇 - 山村浩二 （アニメーション作家）（2003年）
- “Dear Presidents”篇 - 楽曲：平井堅「ため息キップ」（2005年）
- “風と、雨と、光と”篇 - 楽曲：柴咲コウ「分身」（2006年）
- “朝のオフィス”篇 - 鈴木京香 （女優）（2003年）

## 提供番組
現在の提供番組
- 情報7daysニュースキャスター（TBS、2024年（令和5年）4月 - ）隔週23時台提供。当社のCMが放映されない日は22時台で太陽生命がスポンサーになる。
- 日曜スクープ（BS朝日、2023年（令和5年）4月 - ）　
- アルバレスの空（BSテレ東、2022年（令和4年）7月 - ） - 創業120周年記念事業の一環として一社提供
- ズームイン!!サタデー（日本テレビ系、2020年（令和2年）4月 - 2024年3月）
- サンデーLIVE!!（テレビ朝日系、2020年（令和2年）4月 - ） - 競合会社の朝日生命も提供
- 日経プラス10（BSテレ東、2020年（令和2年）4月 - ）
- ゴルフ交遊抄（BSテレ東、2018年（平成30年）4月 - ）
- 平日午前11時の時報（KBCラジオ、2020年（令和2年）4月 - ）
- 平日午前10時の時報（朝日放送ラジオ、2019年（令和元年）10月 - ）
- 毎日午後3時の時報（CBCラジオ、2018年（平成30年）10月 - ）
- 平日午前11時の時報（ニッポン放送、2018年（平成30年）4月 - ）

過去の提供番組
- ヒットの泉〜ニッポンの夢ヂカラ!〜（朝日放送制作・テレビ朝日系、2012年（平成24年）4月 - 2013年（平成25年）3月） - 創業110年記念事業の一環として一社提供
- 日経プラス10（BSジャパン、2014年（平成26年）10月 - 2017年（平成29年）3月）
- 日経スペシャル 夢織人〜小さなトップ企業〜（テレビ大阪・BSジャパン、2015年（平成27年）4月 - 2017年（平成29年）6月）
- 主治医が見つかる診療所（テレビ東京系、2017年（平成29年）4月 - 2018年（平成30年）3月）
- 日経スペシャル ガイアの夜明け（テレビ東京系、2017年（平成29年）10月 - 2018年（平成30年）3月）
- 大同生命PRESENTS「こんな会社があったのか!?常識破りの小さな巨人たち」（テレビ大阪・BSジャパン、2018年（平成30年）1月 - 同年2月）
- 名医とつながる!たけしの家庭の医学（朝日放送テレビ制作・テレビ朝日系、2017年（平成29年）4月 - 2019年（平成31年）3月）
- ドラマBiz（テレビ東京系、2018年（平成30年）4月 - 2019年（平成31年）3月）
- 辰巳琢郎の家物語〜リモデル★きらり（BS朝日、2018年（平成30年）10月 - 2019年（平成31年）3月）
- news23（TBS系、2019年（平成31年）4月 - 2020年（令和2年）3月）
- ＃リモラブ 〜普通の恋は邪道〜（日本テレビ系、2020年（令和2年）10月 - 同年12月）
- 伊集院光とらじおとダイエットと（TBSラジオ、2017年（平成29年）10月 - 2022年（令和4年）3月）